# Chastre

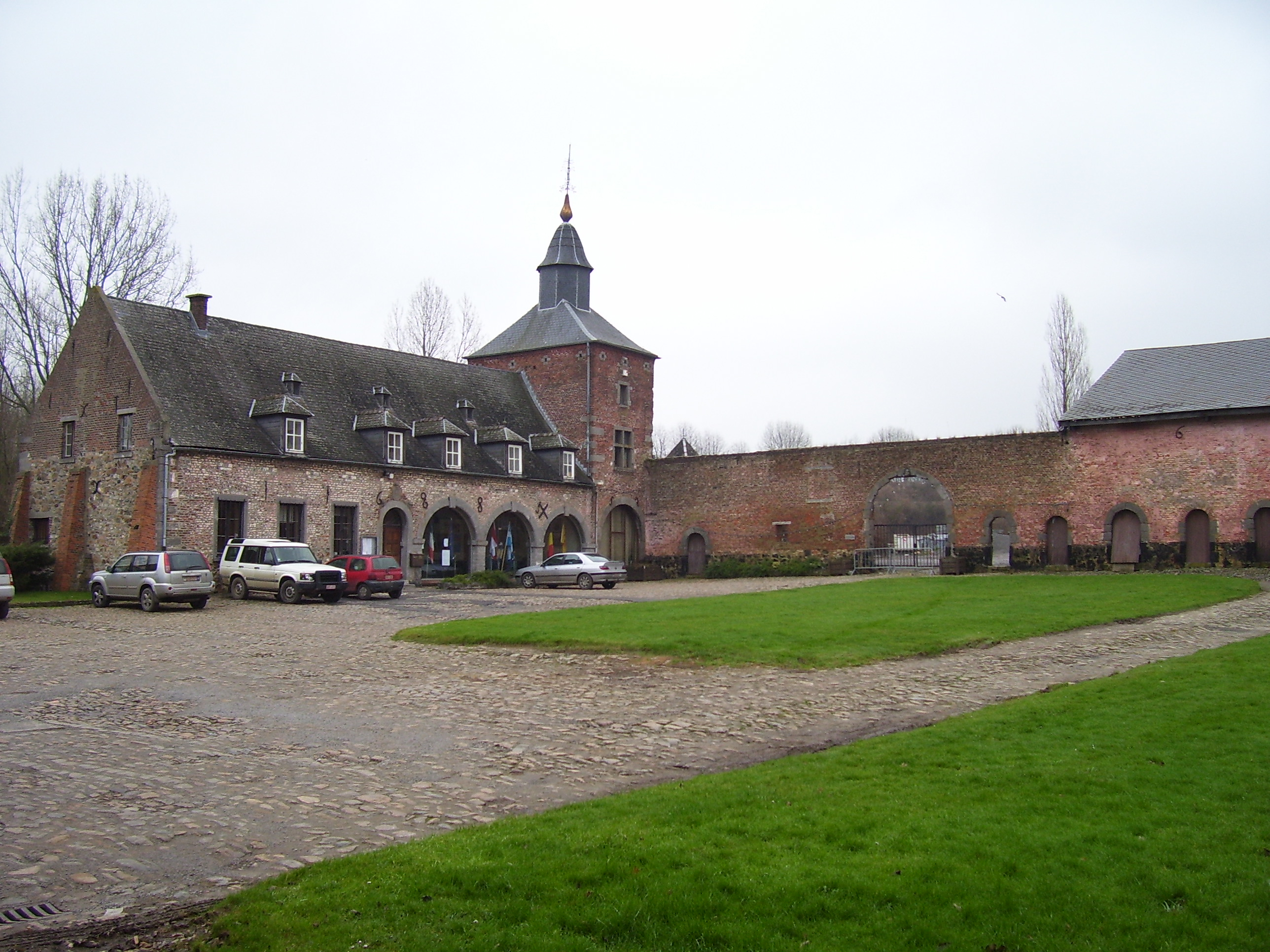
Rådhuset i Chastre.

Chastre (vallonska Tchasse) är en kommun i den franskspråkiga provinsen Vallonska Brabant i Belgien. Den består av sju ortsdelar Blanmont, Chastre, Cortil-Noirmont, Gentinnes, Saint-Géry och Villeroux.
Namnet Chastre härstammar från latinska ordet castrum (läger).